# 2021 en Tunisie
Chronologie de la Tunisie
- 2017
- 2018
- 2019
- 2020
- 2021
- 2022
- 2023
- 2024
- 2025

Cet article présente les faits marquants de l'année 2021 en Tunisie ou relatifs à la Tunisie.

## Événements
- En janvier 2021 : Hichem Mechichi annonce un remaniement ministériel portant sur onze portefeuilles et une modification de plusieurs fonctions gouvernementales[1]. Les nouveaux ministres obtiennent la confiance de l'Assemblée des représentants du peuple[2] mais le président Kaïs Saïed refuse de les recevoir pour la prestation de serment, invoquant des suspicions de corruption concernant des ministres et un non-respect de la Constitution en ce qui concerne la délibération du Conseil des ministres à propos du remaniement[3].

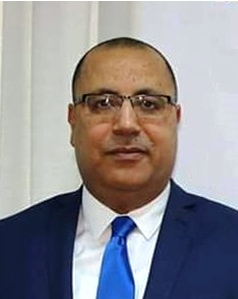
Hichem Mechichi en 2020.

- 14 janvier : la Tunisie fête les 10 ans de la révolution du jasmin, des émeutes éclatent dans les principales villes toutes les nuits de la semaine suivant l'anniversaire.
- 6 février : manifestation pour le huitième anniversaire de l'assassinat de Chokri Belaïd attribué aux islamistes[4].
- 4 au 17 mars : procès de Rania Amdouni, militante LGBTQI+, qui est condamnée à 6 mois de prison pour avoir insulté des policiers alors qu'elle déposait une plainte pour agression[4].
- 22 mars : mise sur orbite du premier satellite tunisien et premier satellite maghrebin : Challenge One. Il s'agit d'un satellite de gestion des objets connectés[4].
- 9 avril : selon un document non authentifié circulant sur les réseaux sociaux, lors de la visite d'État de Kaïs Saïed en Égypte pour rencontrer son homologue Abdel Fattah al-Sissi, une réunion secrète se serait tenue dans les locaux du service de renseignement général avec la conseillère du président, Nadia Akacha, et des membres du cabinet présidentiel ainsi que le ministre des Affaires étrangères Othman Jerandi en visioconférence[5]. Il y est convenu de recevoir l'aide des services de renseignement égyptiens ainsi qu'un soutien financier des Émirats arabes unis afin d'évincer Ennahdha du pouvoir et d'obtenir les pleins pouvoirs. L'opposition dénonce plus tard une ingérence étrangère[5].
- Mai 2021 : une publication de Middle East Eye annonce que le président compte invoquer l'article 80 de la Constitution pour obtenir les pleins pouvoirs par l'état d'exception[6],[7].
- 15 juin : libération de Nabil Karoui, ancien candidat à l'élection présidentielle, dont la durée de la détention provisoire dépassait le limite légale[4].
- 25 juillet : le président Kaïs Saïed révoque le chef du gouvernement Hichem Mechichi et suspend les activités du parlement[8].
- 22 septembre : Décret présidentiel n° 2021-117 , relatif aux mesures exceptionnelles (arabe : أمر رئاسي يتعلق بتدابير استثنائية), décret-loi qui amende la Constitution de 2014 dans le contexte de la crise politique déclenchée le 25 juillet 2021 par le Président de la République Kaïs Saïed[9]. Ce décret reste en application jusqu'à l'entrée en fonction des nouveaux députés de l'Assemblée des représentants du peuple issus des élections législatives de 2022[10].
- 29 septembre : Najla Bouden est nommée chef du gouvernement tunisien.
- 22 décembre : l’ancien président Moncef Marzouki, réfugié à Paris, est condamné par contumace à 4 années de prison. Il lui est reproché d'avoir tenu des propos « allant à l’encontre de la sûreté de l’État et nuisant aux intérêts de la Tunisie à l’étranger ». Il avait dénoncé le « putsch » de son successeur[4].

## Sports
- Tunisie aux Jeux olympiques d'été de 2020

### Athlétisme
- Championnats panarabes d'athlétisme 2021

### Basket-ball
- Championnat de Tunisie masculin de basket-ball 2020-2021
- Championnat de Tunisie masculin de basket-ball 2021-2022
- Coupe de Tunisie masculine de basket-ball 2020-2021
- Coupe de Tunisie masculine de basket-ball 2021-2022

### Football
- Équipe de Tunisie de football en 2021
- Championnat de Tunisie de football 2020-2021
- Championnat de Tunisie de football 2021-2022
- Coupe de Tunisie de football 2020-2021
- Coupe de Tunisie de football 2021-2022
- Championnat de Tunisie de football de deuxième division 2020-2021
- Championnat de Tunisie de football de deuxième division 2021-2022

### Handball
- Équipe de Tunisie masculine de handball au Championnat du monde 2021
- Championnat de Tunisie masculin de handball 2020-2021
- Championnat de Tunisie masculin de handball 2021-2022
- Coupe de Tunisie masculine de handball 2021-2022

## Culture

### Cinéma
- Les Journées cinématographiques de Carthage 2021, 32e édition du festival, se déroulent du 30 octobre au 6 novembre 2021.
- Papillon d'or (arabe : الفراشة الذهبية, soit Fartattou el thahab), film tunisien réalisé par Abdelhamid Bouchnak, sorti en 2021. Le film est sélectionné par la Tunisie pour l'Oscar du meilleur film international[11].

### Littérature
- 4 septembre : le Comar d'or est attribué à :
  - ouvrage en langue arabe :  قيامة الح ّشاشين (Kiamat Hachachine) de Hédi Timoumi ;
  - ouvrage en langue française :  Le Chat et le scalpel de Soufiane Ben Farhat .

## Naissances en 2021
- Naissance en Tunisie en 2021

## Décès en 2021
- Décès en Tunisie en 2021